# Campanya d'U-Boot en la Primera Guerra Mundial
La campanya d'U-Boot en la Primera Guerra Mundial (1914-1918) va ser una campanya naval lliurada pels submarins alemanys (U-boot) contra les rutes comercials dels Aliats al mar al voltant de les Illes Britàniques i a la Mediterrània.
L'Imperi Alemany depenia de les importacions per a l'alimentació i els fertilitzants per a l'agricultura local, i l'economia del Regne Unit es basava en gran manera en les importacions per alimentar la població. Ambdós  necessitaven matèries primeres per proveir la indústria de guerra; per tant les dues potències van decidir aplicar un bloqueig recíproc. Els britànics tenien la Royal Navy, que era superior en nombre i podia operar en la majoria dels oceans del món, mentre que la flota de superfície de la Kaiserliche Marine (Marina Imperial Alemanya) es limitava principalment a la badia Alemanya, i efectuava guerra al comerç i la guerra submarina a ultrança a operar en altres llocs.
En el curs dels esdeveniments, els submarins alemanys van enfonsar gairebé cinc mil vaixells amb prop de tretze milions de tones d'arqueig brut.

## 1914: La campanya inicial

### La mar del Nord
L'agost de 1914, una flotilla de deu submarins va partir de la base de l'illa de Helgoland per atacar els vaixells de guerra de la Royal Navy a la mar del Nord, sent la primera patrulla de la guerra submarina de la història. Tenien com objectiu d'enfonsar els vaixells principals de la flota i reduir així la superioritat numèrica sobre la Hochseeflotte (Flota d'alta mar alemanya).
La primera sortida no va ser un succés. Només es va atacar una vegada, quan el SM U-15 va disparar un torpede (que va perdre) contra el HMS Monarch. Dos dels deu submarins es van perdre. Uns dies més tard, els submarins SM U-21 van reeixir a enfonsar el creuer HMS Pathfinder. Durant l'acció del 22 de setembre de 1914, el SM U-9 va enfonsar tres creuers cuirassats (HMS Aboukir, HMS Hogue i HMS Cressy) en una sola acció. A l'octubre, el SM U-9 va enfonsar el creuer HMS Hawke, i en l'últim dia de l'any el SM U-24 va enfonsar el cuirassat pre-dreadnought HMS Formidable.
Cap al final de la campanya inicial, els submarins van enfonsar nou vaixells de guerra, mentre que van perdre cinc submarins.

### La mar Mediterrània
La fase inicial de la campanya de submarins en la Mediterrània va comprendre les accions dels de submarins de la k.u.k. Kriegsmarine (Armada austrohongaresa) contra els francesos que estaven bloquejant el canal d'Òtranto. Al començament de les hostilitats, l'Armada austrohongaresa tenia set submarins en comissió (cinc operatius i dos de formació), tots eren del tipus costaner, amb un rang limitat i resistència, apte per al funcionament a l'Adriàtica. No obstant això, van tenir un nombre d'èxits.
El 21 de desembre de 1914, el submarí austrohongarès SM U-12 va torpedinar el vaixell de guerra francès Jean Bart, que en va provocar la retirada. El 27 d'abril de 1915, el SM U-5 va enfonsar el creuer francès Léon Gambetta, amb una gran pèrdua de vides. Però els vaixells austrohongaresos van ser incapaços d'oferir qualsevol interferència al trànsit naval dels Aliats en la Mediterrània més enllà del canal d'Òtranto.

### L'inici de la guerra submarina

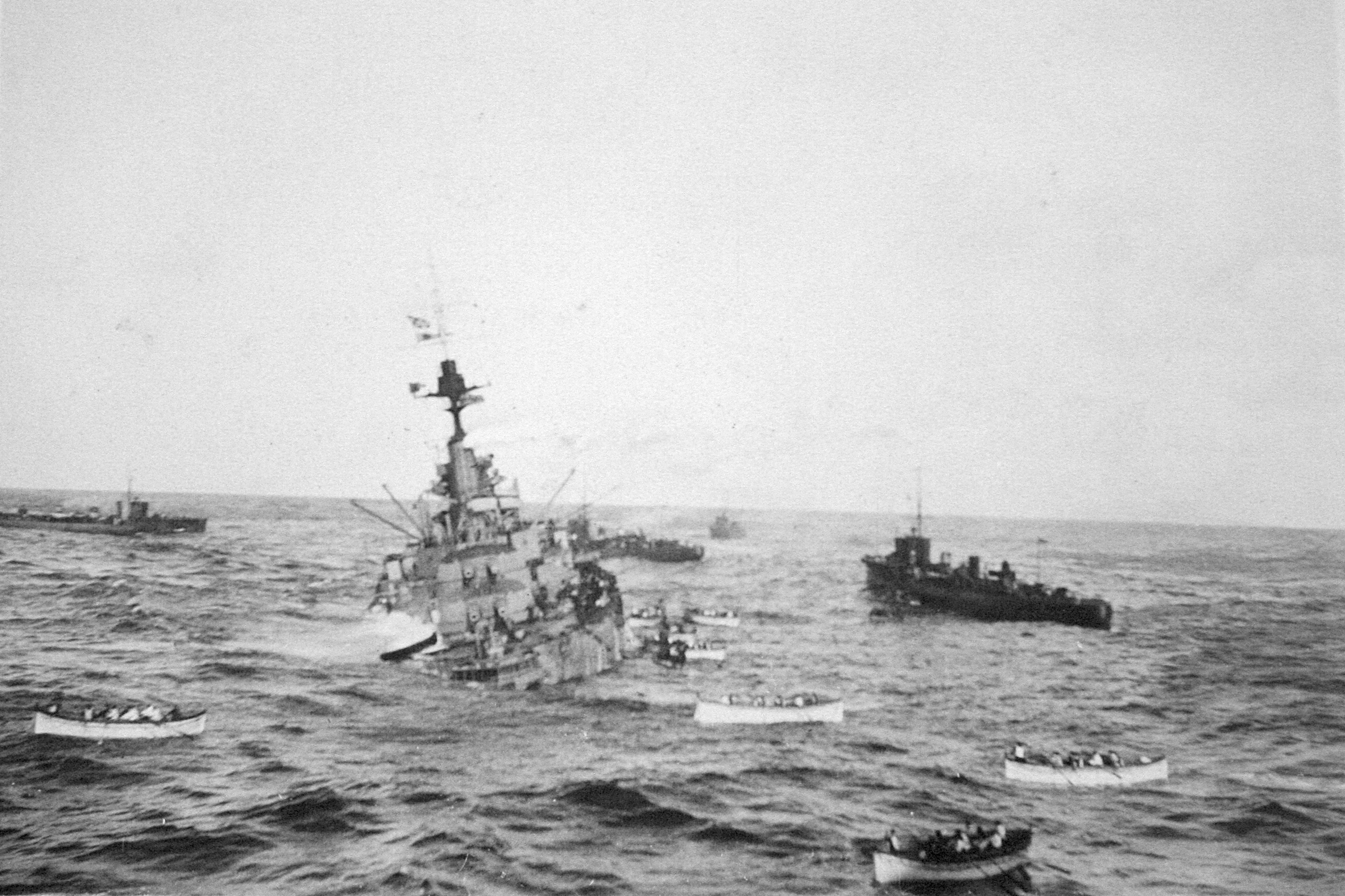
Tripulació del HMS Audacious transportada amb bots salvavides a bord del RMS Olympic, 1914

En 1914, el principal avantatge del submarí era que es podia submergir. Els vaixells de superfície no tenien mitjans per detectar un submarí sota l'aigua, ni tampoc mitjans per atacar-lo fins i tot si poguessin, mentre que un torpede d'un submarí podia enfonsar un vaixell de guerra cuirassat amb només un tret.
Els seus desavantatges eren menys evidents, però es van fer evidents durant la campanya. Mentre estava submergit, el submarí estava pràcticament cec i immòbil. Els submarins d'aquesta època tenien limitada la velocitat i la resistència sota l'aigua, per tant necessitaven estar en posició abans d'atacar. Fins i tot en la superfície, tenia una velocitat (al voltant de 15 nusos)  inferior a la velocitat de la majoria dels vaixells de guerra i de dos terços de la majoria dels moderns dreadnoughts.
Els submarins van aconseguir diversos èxits impressionants, i van ser capaços de desplaçar la Gran Flota britànica des de la base cap a la recerca d'un port segur, però la Kaiserliche Marine va ser incapaç de desgastar l'avantatge de la Gran Flota com s'esperava. A més, en les dues accions principals de superfície durant aquest període, el submarí no va tenir cap efecte; la Flota d'Alta Mar alemanya va ser incapaç de preparar un parany de submarins a la Gran Flota. Quan els vaixells de guerra viatjaven a gran velocitat i en un curs en ziga-zaga erràtic estaven relativament fora de perill, i per a la resta de la guerra els submarins van ser incapaços d'atacar a un vaixell de guerra que viatjava d'aquesta manera.

### Els primers atacs a vaixells mercants
Els primers atacs contra els vaixells mercants van començat a l'octubre de 1914. En aquell moment no hi havia un pla per a una ofensiva de submarins contra el comerç dels Aliats. Es va reconèixer que el submarí tenia diversos inconvenients per a realitzar una guerra al comerç, i que amb una campanya d'aquest tipus es corria el risc d'alienar l'opinió neutral.
Durant els sis primers mesos de la guerra al comerç, els submarins van enfonsar 19 vaixells, amb un total de 43.000 tones d'arqueig brut.

## 1915: La guerra al comerç

### La guerra submarina sense restriccions

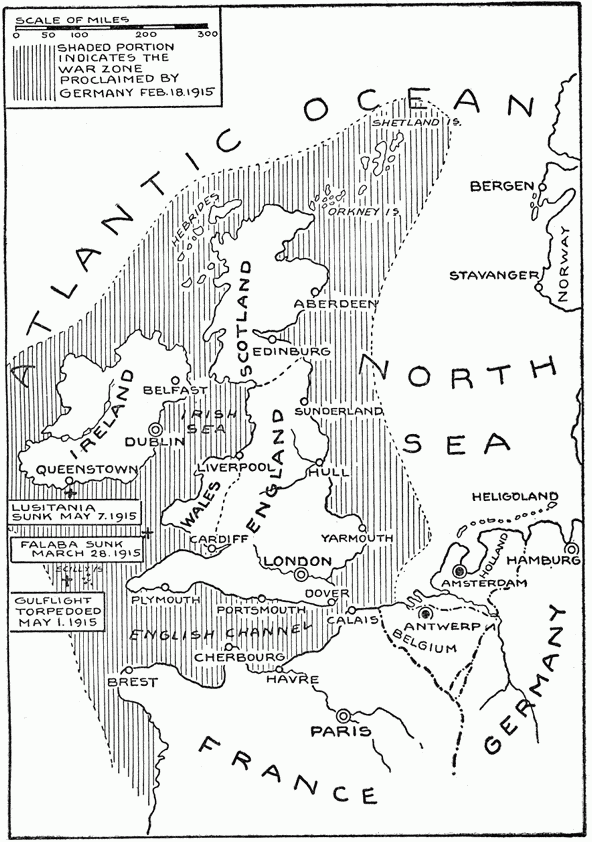
L'àrea ombrejada mostra la «zona de guerra» anunciada per Alemanya el 4 de febrer de 1915

A principis de 1915, tots els combatents havien perdut la il·lusió que la guerra podia ser guanyada ràpidament, i van començar a considerar mesures més severes per tal d'obtenir un avantatge.
Els britànics, amb el seu poder aclaparador sobre el mar, van establir immediatament un bloqueig naval a Alemanya a l'inici de la guerra, a l'agost de 1914. A principi de novembre de 1914, els britànics van declarar zona de guerra la mar del Nord, i qualsevol vaixell que hi entrava ho feia sota la seva responsabilitat. El bloqueig va ser tant restrictiu que fins i tot els aliments van ser considerats «contraban de guerra». Els alemanys consideraven això com un flagrant intent de matar de fam el poble alemany i de sotmetre'l, i van cercar la manera de fer-los pagar amb la mateixa moneda. De fet, la gravetat del bloqueig britànic també va afectar els Estats Units a causa que se'l va prohibir comerciar amb les Potències Centrals.
Alemanya no podria fer front a la força naval britànica d'igual a igual, i l'única manera possible que Alemanya podia imposar un bloqueig a la Gran Bretanya era amb els submarins. El canceller alemany, Theobald von Bethmann-Hollweg, va considerar que aquest bloqueig submarí, sobre la base de «disparar sense previ avís», podria enemistar els Estats Units i altres països neutrals. No obstant això, va ser incapaç de contenir les pressions per prendre aquest pas.
En resposta a la declaració britànica del novembre de 1914 que tota la mar del Nord era una zona de guerra, el 4 de febrer de 1915 l'Almirall Hugo von Pohl, comandant de la Flota d'Alta Mar alemanya, va publicar un avís en el «Deutscher Reichsanzeiger» (Gaseta Imperial Alemanya):
Amb el temps, això portaria a les nacions no europees (com Brasil i els Estats Units) a entrar en la guerra.
Al principi, els U-boots alemanys tenien com a base el port d'Oostende (Bèlgica), que donava als submarins el millor accés a les rutes marítimes al voltant d'Anglaterra. Els alemanys van fer ús d'aquest avantatge i van enviar uns 20 submarins per començar el bloqueig naval. Al gener, abans de la declaració de la «guerra submarina a ultrança», que és com va ser anomenat el bloqueig submarí, els submarins ja havien enfonsat 43.550 tones. Posteriorment, el nombre d'enfonsaments va augmentar de manera constant, amb 168.200 tones enfonsades passat l'agost. Atacant sense previ avís, els submarins alemanys van enfonsar prop de 100.000 tones per mes, una mitjana de 1,9 vaixells diaris.
El 10 d'abril de 1915, el vaixell de vapor britànic Harpalyce, marcat clarament com un vaixell de socors belga, va ser torpedinat sense previ avís pel SM UB-4 a prop del far del Nord Hinder, just fora de la franja de mar declarada segura per von Pohl. El vaixell venia dels Estats Units de recollir aliments per als famolencs belgues, i el seu enfonsament va indignar als ciutadans estatunidencs, ja descontents per la mort de Leon C. Thrasher, que es va ofegar quan el SM U-28 va enfonsar el RMS Falaba el 28 de març de 1915 (vegeu Incident Thrasher).

### L'enfonsament delRMS Lusitania

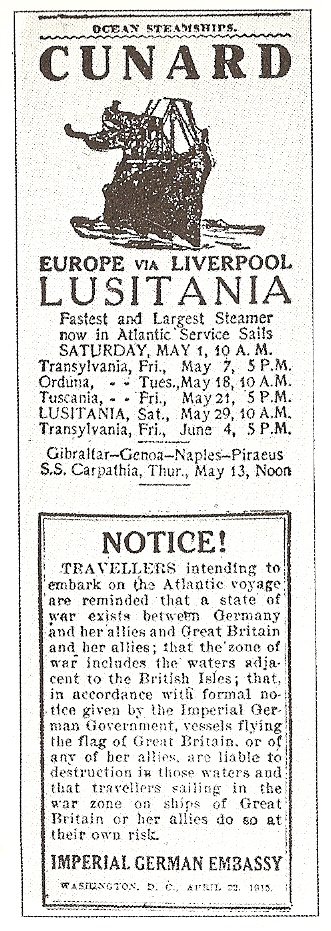
Advertència oficial emesa per l'Ambaixada Imperial d'Alemanya

El 7 de maig de 1915, el transatlàntic RMS Lusitania va ser torpedinat pel SM U-20, a 20 km del cap Old Head of Kinsale (Irlanda), i es va enfonsar en només 18 minuts. De les 1.959 persones a bord, 1.198 persones van morir; 128 d'ells eren ciutadans dels Estats Units.
Després de l'incident, el govern alemany va tractar de justificar-se amb una sèrie d'arguments, que encara es debaten actualment; però, hi va haver indignació massiva a la Gran Bretanya i als Estats Units, i els britànics van considerar que els estatunidencs havien de declarar la guerra a Alemanya. No obstant això, el president estatunidenc Woodrow Wilson es va negar a reaccionar de forma exagerada, encara que alguns creien que la pèrdua massiva de vides causada per l'enfonsament del RMS Lusitania requeria una resposta ferma per part dels Estats Units.
Quan Alemanya va començar la campanya submarina contra la Gran Bretanya, Wilson va advertir que els Estats Units farien el govern alemany responsable de qualsevol violació dels drets dels estatunidencs. Sostingut per Robert Lansing, assessor legal del Departament d'Estat, Wilson va fer clara la seva posició en tres notes al govern alemany, que va emetre el 13 de maig, el 9 de juny i el 21 de juliol:
- La primera nota va afirmar el dret dels estatunidencs a viatjar com a passatgers en els vaixells mercants i va demanar als alemanys d'abandonar la guerra submarina contra els vaixells mercants, qualsevol que fos la bandera amb què naveguessin.
- En la segona nota, Wilson va rebutjar els arguments alemanys sobre que el bloqueig britànic era il·legal i que el RMS Lusitania transportava municions, i va dir que va ser un atac cruel i mortal contra civils innocents.

El Secretari d'Estat, William Jennings Bryan, va considerar la segona nota de Wilson massa provocativa, i en aquell mateix mes va renunciar protestant «... per què és tan commocionant l'ofegament d'unes poques persones, si no hi ha cap objecció en fer morir de fam a una nació?»
- La tercera nota, emesa al 21 de juliol, va donar un ultimàtum, en el sentit que els Estats Units considerarien qualsevol enfonsament posterior com «deliberadament hostil».

Mentre que la població estatunidenca i els seus líders no estaven preparats per a la guerra, es va establir el camí a una eventual declaració de guerra a conseqüència de l'enfonsament del RMS Lusitania.

### Els submarins minadors

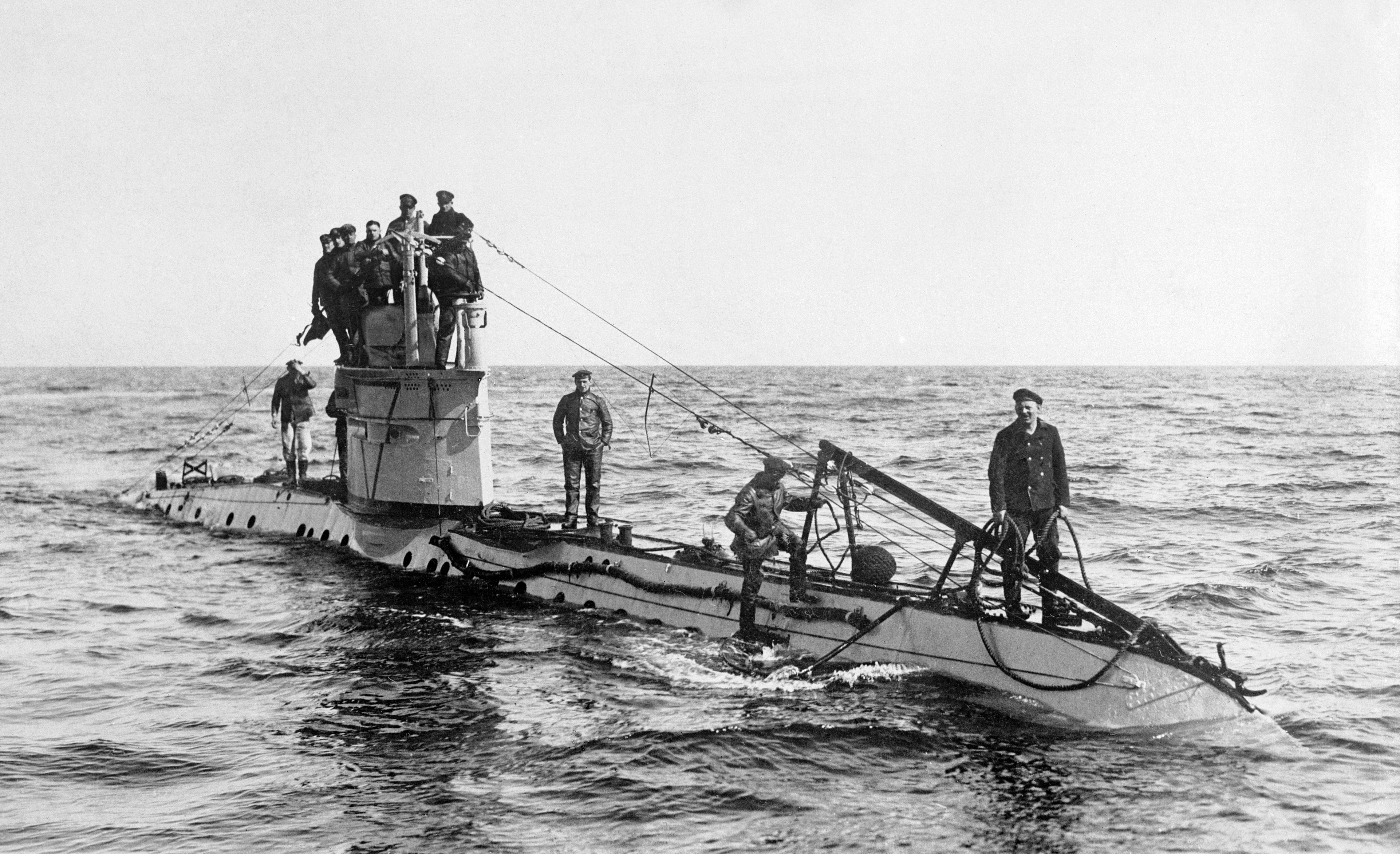
Submarí alemany de la classe SM UC-1. Introduït en 1915, els submarins d'aquesta classe es van emprar principalment en la col·locació de mines, i podien dur fins a dotze mines

L'aparició de nous camps de mines a la costa est de la Gran Bretanya el juny de 1915 va desconcertar a la Royal Navy, i es van atribuir inicialment als vaixells de pesca de països neutrals. No obstant això, el 2 de juliol, el petit vaixell costaner Cottingham va trobar el submarí SM UC-2, que estava avariat prop de Great Yarmouth. Quan va ser rescatat, es va veure que era un minador submarí, equipat amb dotze mines en sis rampes de llançament.
El 21 d'agost, el SM UC-5 va esdevenir el primer submarí minador que va penetrar al Canal de la Mànega. Va deixar 12 mines prop de Boulogne-sur-Mer (França), una de les quals va enfonsar el vaixell de vapor William Dawson al mateix dia. El 7 de setembre, el SM UC-5 va posar 6 mines prop de Boulogne-sur-Mer i de Folkestone, una de les quals es va enfonsar el vaixell cablejador Monarch.
Els submarins minadors SM UC-1, SM UC-3, SM UC-6, i SM UC-7 van col·locar més mines davant de la costa sud-est de la Gran Bretanya.

### L'enfonsament delSS Arabic
El 19 d'agost de 1915, el SM U-24 va enfonsar el SS Arabic, un transatlàntic de la White Star Line que es dirigia cap als Estats Units, a 80 km de Kinsale. Va disparar un sol torpede que va colpejar el revestiment de popa i el vaixell es va enfonsar en 10 minuts, amb la pèrdua de 44 passatgers i tripulació, 3 dels quals eren estatunidencs.
Arran de l'especulació que els Estats Units trencarien les relacions amb Alemanya, el 28 d'agost, el canceller alemany va emetre noves ordres als comandants dels submarins i també les va transmetre a Washington. Les noves ordres indicaven que, fins a nou avís, tots els vaixells de passatge només podien ser enfonsats després d'advertir-los i d'assegurar el salvament dels passatgers i de la tripulació. Això va resultar inacceptable per a l'Alt Comandament Naval i el 18 de setembre les flotilles d'alta mar es van retirar de la guerra al comerç.

### Operacions submarines als Dardanels

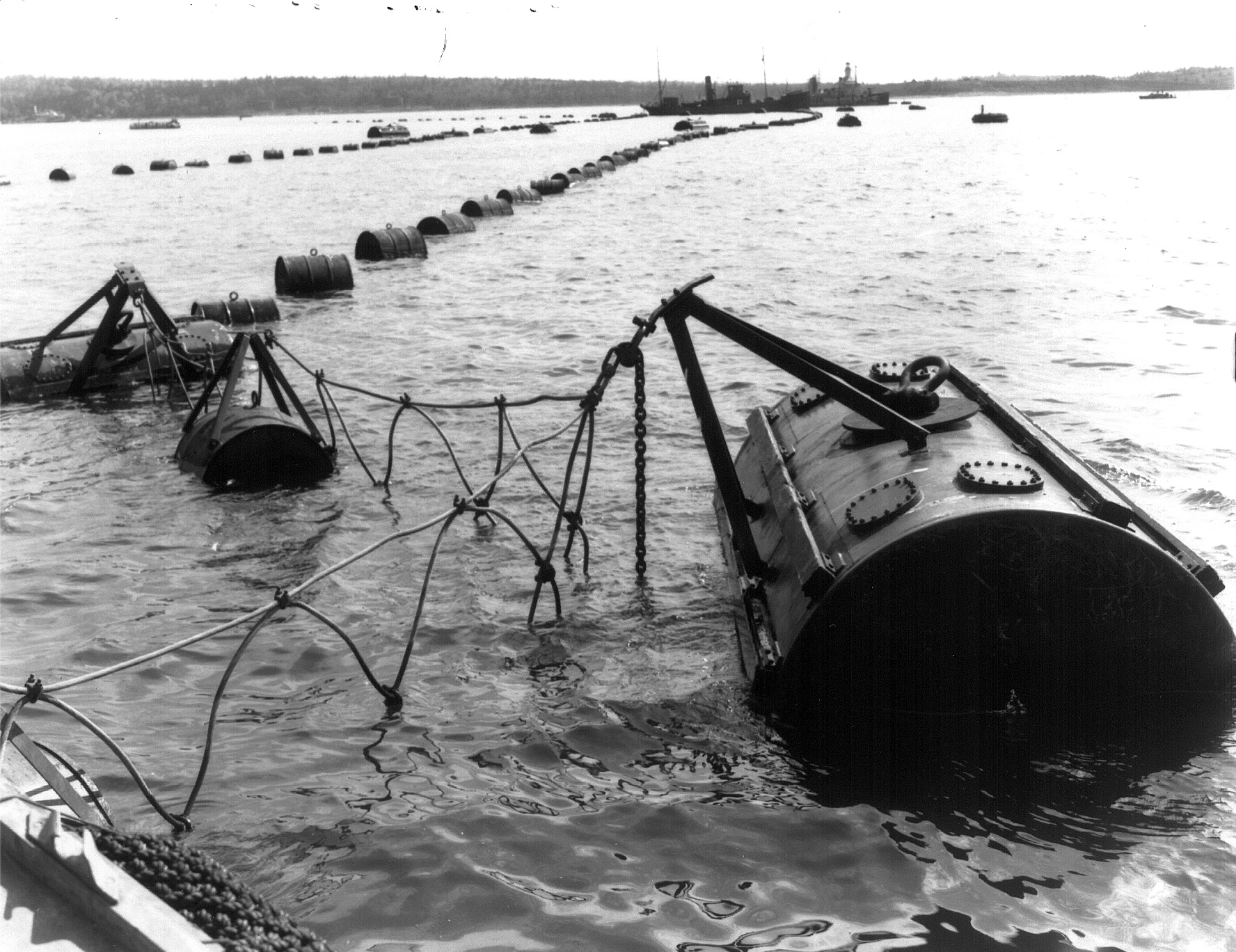
Xarxa antisubmarina

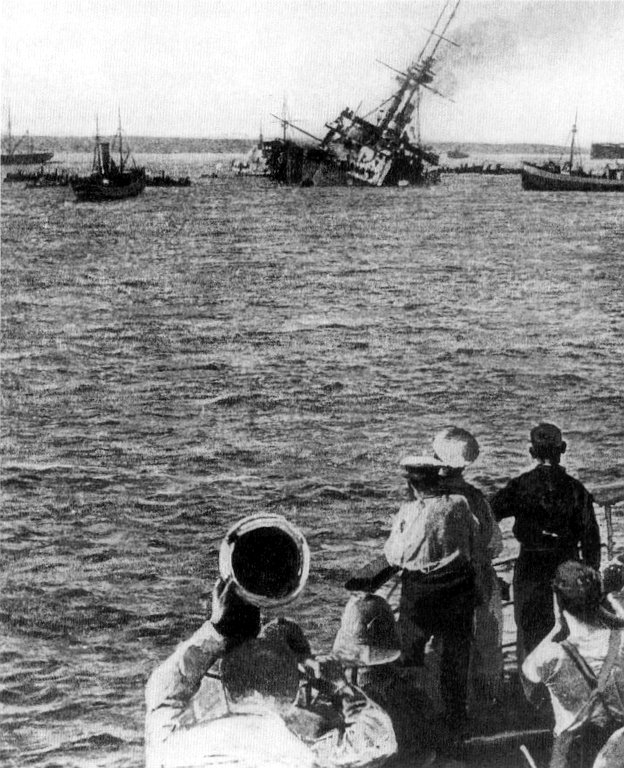
El HMS Majestic torpedinat pel submarí SM U-21 als Dardanels, 27 de maig de 1915

La marina alemanya va enviar els primers submarins a la Mediterrània en resposta a la campanya anglo-francesa als Dardanels, després que es fes evident que els seus aliats austrohongaresos podien fer poc contra els Aliats amb la petita força de submarins, malgrat que van tenir èxit en la defensa de l'Adriàtica.
Els primers submarins enviats, el SM U-21 i dos petits submarins costaneres, SM UB-7 i SM UB-8, van tenir uns sucessos, el SM U-21 va enfonsar els cuirassats pre-dreadnought de la Royal Navy HMS Triumph i HMS Majestic el 25 i 27 de maig, respectivament, al camí cap a Constantinoble, però es van trobar amb greus limitacions als Dardanels, on un eixam de petites embarcacions amb xarxes anti-submarines van restringir els seus moviments.
A final de juny de 1915, els alemanys van acoblar tres submarins prefabricats del Tipus UB I a Pula, dos dels quals van ser transferits a la flota austrohongaresa. També es van acoblar tres submarins minadors del Tipus UC I, com a mitjans de transport per a transportar petites quantitats de subministraments als otomans.

### Operacions submarines a la Mediterrània
La Mediterrània era un teatre d'operacions atractiu pel Seekriegsleitung (comandament de guerra naval alemany); una proporció significativa de les importacions britàniques passaven per aquest mar, que era fonamental per al comerç amb els francesos i italians, i els submarins serien capaços de funcionar eficaçment contra ell, fins i tot quan el mal temps en la tardor i hivern obstaculitzava les operacions en l'Atlàntic i en la mar del Nord. A més, hi havia certs punts estrets on havien de passar els vaixells, com el Canal de Suez, Malta, Creta, i Gibraltar. Finalment, la Mediterrània oferia l'avantatge que navegaven pocs vaixells de països neutrals, com ara Estats Units o embarcacions brasileres, ja que pocs ciutadans no europeus viatjaven per aquestes aigües.
Durant tot l'estiu, la marina alemanya va reunir una força de quatre submarins al port austrohongarès de Kotor per a les operacions contra el comerç en la Mediterrània. La campanya es va posar en marxa el 1915 d'octubre, quan el SM U-33 i el SM U-39, seguit més tard pel SM U-35, van rebre l'ordre d'atacar els ports estratègics de Tessalònica i Kavala. Durant aquest mes van enfonsar 18 vaixells (63.848 tones). En aquest mateix mes es va decidir enviar més reforços, i es va enviar a Kotor el SM U-38. Atès que Itàlia encara no estava en guerra contra Alemanya però si amb Àustria-Hongria, els submarins alemanys van rebre l'ordre de no atacar als vaixells italians en la Mediterrània oriental, l'únic lloc on els italians podien esperar una acció hostil dels submarins alemanys. Quan s'operava a l'oest, fins a la línia del cap Matapan, els submarins alemanys hissaven la bandera austrohongaresa i adoptaven una política d'enfonsament sense advertència, ja que els grans vaixells mercants podien ser atacats sota sospita de ser mitjans de transport o creuers auxiliars.
L'almirallat alemany també va decidir que el submarí Tipus UB II seria ideal per al servei en la Mediterrània. Com que aquests submarins eren massa grossos per a ser enviat en seccions per ferrocarril fins a Pula per a ser acoblat allí, com es feia amb els submarins del Tipus UB I, es van construir directament a Pula amb els materials i els treballadors alemanys enviats per Alemanya. Això va significar una escassetat de treballadors per completar els submarins per al servei en aigües alemanyes, però va quedar justificat pels èxits a la mediterrània al novembre, quan es van enfonsar 44 vaixells (155.882 tones). Al desembre es van enfonsar disset vaixells (73.741 tones), que va ser més de la meitat del tonatge total enfonsat en tots els teatres d'operacions en el moment.
El novembre de 1915, el SM U-38 va provocar un incident diplomàtic quan va enfonsar el vaixell de vapor italià SS Ancona mentre navegava sota bandera austrohongaresa. La pèrdua de quaranta ciutadans nord-americans va fer que la política de «enfonsament sense previ avís» fos abandonada fins a la represa de la guerra submarina sense restriccions el 1917. Un incident semblant amb «falsa bandera» al març de 1916, va influir en la decisió d'Itàlia a declarar la guerra a Alemanya a l'agost de 1916.

### Les mesures dels Aliats

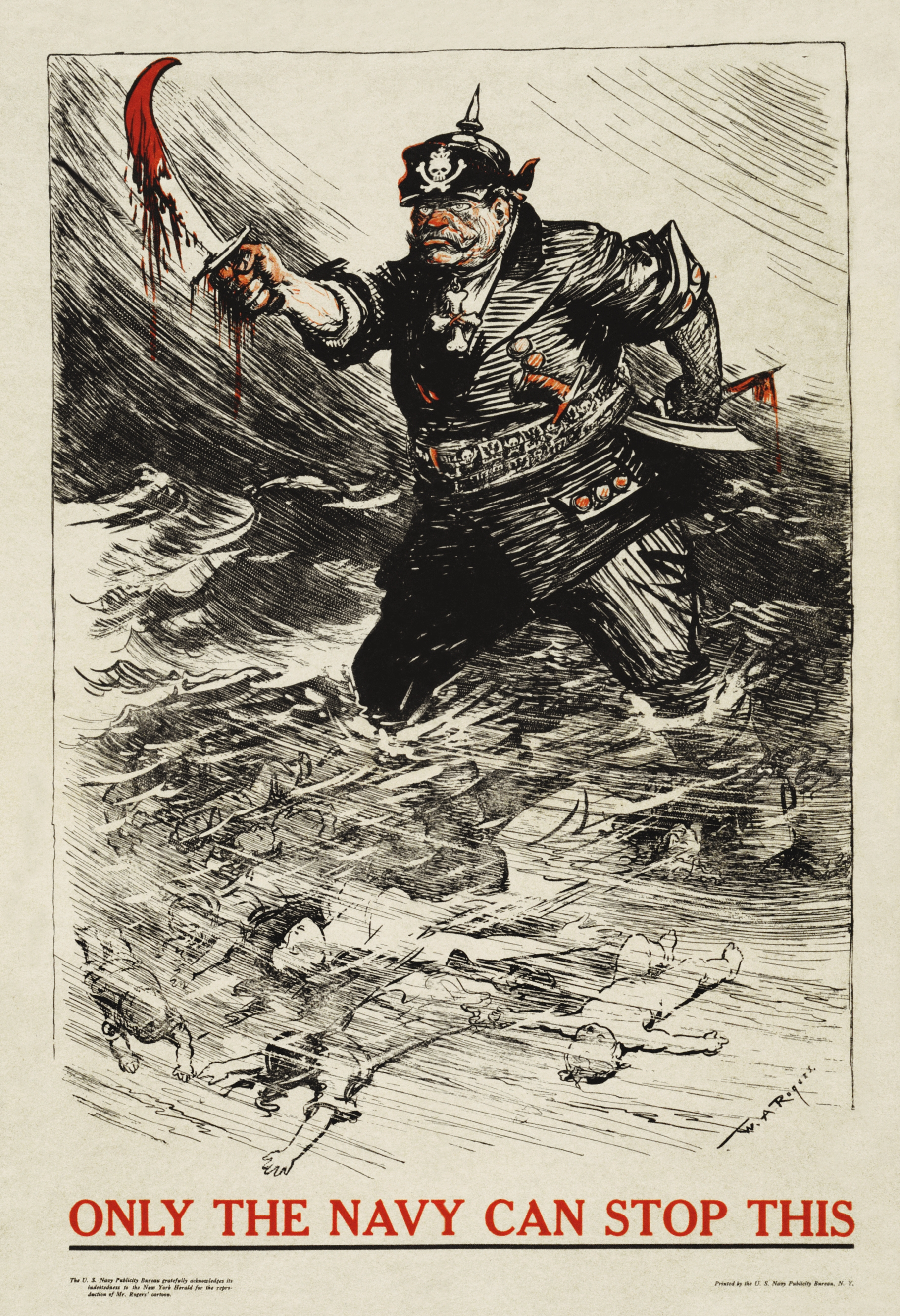
Cartell del reclutament de la marina de guerra dels Estats Units

Les diferents mesures dels Aliats durant aquest període van tenir un succés desigual. Les mesures defensives, com armar els vaixells mercants i aconsellar-los que fugissin corrent o giressin cap al submarí per xocar contra ell o forçar-lo a submergir-se, van ser les més efectives.
Després d'armar els vaixells per a la pròpia defensa, el següent pas va ser armar els vaixells per tal d'atacar als submarins; dos submarins van ser enfonsats en 1915 després de ser atacats per vaixells de pesca d'arrossegament armats. El següent pas va ser armar el vaixell i a la tripulació amb armes ocultes; aquests vaixells van ser anomenats vaixells Q (en anglès, Q-Ship). Una variant de la idea era dotar una escorta de submarins als vaixells petits. En 1915, dos submarins van ser enfonsats per vaixells Q, i dos més pels submarins que escortaven a vaixells de pesca d'arrossegament.
Les mesures ofensives van ser menys eficaces; es van fer esforços per utilitzar xarxes per trobar submarins submergits i es van fer «escombrats explosius» per destruir-los, però aquestes mesures van fracassar gairebé sempre.
També es van fer intents per tancar rutes com l'estret de Calais amb xarxes i camps de mines marines (l'anomenada barrera de Dover), per posar camps de mines al voltant de les bases dels submarins alemanys, i per estacionar patrulles per a capturar els submarins que entraven o sortien del port. Aquestes mesures requerien una gran despesa d'esforç i material, i no van tenir gaire èxit; només dos submarins van ser enfonsats el 1915 amb aquestes mesures.
Al principi d'aquest període, la marina mercant britànica tenia una flota d'un total de 21 milions de tones. Als sis mesos de la guerra submarina sense restriccions, els submarins van enfonsar 750.000 tones de vaixells dels Aliats; la major part d'aquests vaixells eren de la flota mercant britànica. Malgrat això, la construcció de nous vaixells i les addicions de vaixells capturats, van compensar aquesta pèrdua. Aquest fracàs, i les diverses restriccions imposades als submarins a la zona de l'Atlàntic per evitar l'enfonsament de vaixells neutrals van provocar l'aturada d'aquesta campanya, encara que va continuar amb mínimes pertorbacions a la Mediterrània i en altres llocs on hi havia menys probabilitat d'ofendre als països neutrals.
Donada la ineficàcia de les primeres mesures, la Gran Bretanya el 1917 i els Estats Units el 1918, van adoptar el camuflatge dazzle (camuflatge d'enlluernament) per intentar reduir les pèrdues per atacs amb torpedes. Els resultats no van ser concloents.

### Les càrregues de profunditat
La càrrega de profunditat, o «deixar caure la mina» com se li va denominar al principi, es va plantejar per primera vegada el 1910, i va esdevenir una pràctica habitual quan el comandant en cap de la Royal Navy Britànica, l'almirall de la Flota Sir George Callaghan, en va demanar a la producció el 1914. Va ser dissenyat per Herbert Taylor a l'Escola de Mines i Torpedes HMS Vernon a Portsmouth  a Anglaterra, i la primera càrrega de profunditat efectiva, el «tipus D», va ser llest el gener de 1916.
Inicialment, els vaixells antisubmarins només portaven dues càrregues de profunditat, que s'alliberaven per una rampa a la popa de la nau. El primer èxit va ser l'enfonsament del SM U-68 prop de Kerry (Irlanda), el 22 de març de 1916, pel vaixell Q HMS Farnborough. Alemanya es va adonar de l'existència de les càrregues de profunditat després dels atacs fallits contra el SM U-67 el 15 d'abril de 1916, i el SM U-69 el 20 d'abril. El SM UC-19 i el SM UB-29 van ser els altres únics submarins enfonsats per càrregues de profunditat durant 1916.

## 1916: La Flota d'Alta Mar. Les aigües de la Mediterrània, americanes, Àrtic i de la mar Negra

### La Flota d'Alta Mar
En 1916, l'Armada alemanya va tractar de nou d'usar els submarins per erosionar la superioritat numèrica de la Gran Flota britànica; es van dur a terme operacions per atraure la Gran Flota en un parany de submarins. A causa que els submarins eren molt més lents que la flota de combat de superfície, aquestes operacions requerien que les línies de patrulles de submarins s'avancessin; llavors la flota de combat maniobraria per atraure la Gran Flota sobre ells.
Diverses d'aquestes operacions van ser efectuades al març i abril de 1916, però sense èxit. Irònicament, la principal acció armada que va tenir lloc, la batalla de Jutlandia al maig de 1916, no va veure la participació de submarins en absolut; les flotes es van trobar i van lluitar en gran manera per casualitat, i no hi havia patrulles de submarins prop de la zona de batalla. Una nova sèrie d'operacions, a l'agost i octubre de 1916, van ser igualment infructuoses, i l'estratègia va ser abandonada en favor de la represa de la guerra al comerç.
Els britànics eren molt conscients del risc de les trampes de submarins, tot i que no tenien cap manera de saber quan aquestes podien ser falses. No obstant això Jellicoe va desenvolupar una resposta tàctica al problema (que, si escau, mai va ser provada). Davant d'una flota alemanya que donava la volta i fugia, ell assumiria un parany submarí i no la seguiria, però es mouria a gran velocitat cap al flanc abans de desplegar la flota o obrir foc. L'objectiu d'aquesta tàctica era lluirar la batalla lluny de la zona triada pel seu enemic, obligant als submarins presents a emergir si tenien la intenció de seguir-los.

### Les aigües de la Mediterrània
Durant 1916, la guerra al comerç va continuar sense parar a la Mediterrània. Les contramesures dels Aliats eren en gran manera ineficaces; els complexos acords de cooperació entre les diverses forces navals significava una resposta fragmentada i sense coordinació, mentre que el principal remei que afavoria als Aliats sobre l'amenaça dels submarins, el bloqueig del Canal d'Òtranto, era de poc valor; només dos submarins van ser capturats en el bloqueig en tot el temps que va estar en funcionament.
Mentrestant, la marina mercant va patir enormes pèrdues. El 1916, els Aliats van perdre en la Mediterrània 415 vaixells (1.045.058 tones), la meitat de tots els vaixells dels Aliats enfonsats en tots els teatres. Vuit dels dotze submarins que van enfonsar més vaixells servien en la flotilla de Pula, entre ells el comandant que va enfonsar més vaixells, el K/L Arnauld de la Perière.

### Les aigües americanes

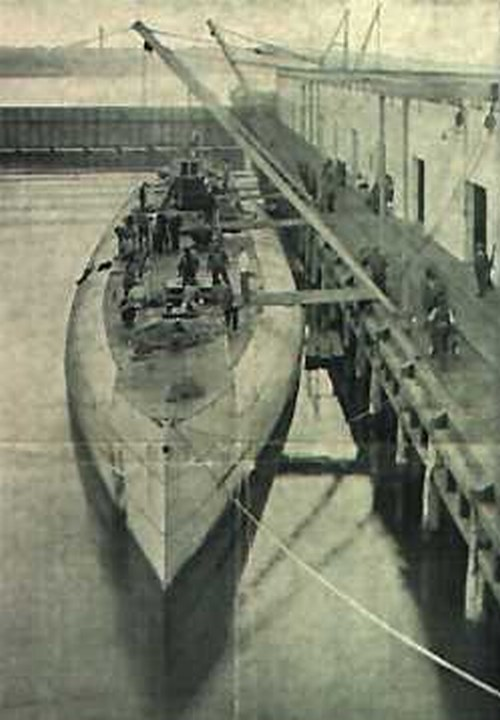
El submarí mercant alemany Deutschland, carregant / descarregant mercaderies al port de New London, Connecticut (Estats Units) en 1916, després d'haver evitat el bloqueig britànic dels ports alemanys. És un exemple d'un dels dos únics submarins mercants que s'han construït en la història

El 1916, els alemanys van fabricar dos submarins mercants, per a ser utilitzats com a forçadors de bloqueig. L'objectiu era utilitzar-los per transportar mercaderies d'alt valor per a les nacions neutrals, com els Estats Units, que encara mantenia una estricta neutralitat i comerciava amb Alemanya com amb qualsevol altra nació. El primer d'aquests vaixells, el Deutschland (del Tipus U-151), va navegar durant l'estiu de 1916 i va provocar un impacte favorable en l'opinió pública estatunidenca. Va fer un segon viatge amb el mateix èxit a la tardor d'aquest any. El seu germà, el Bremen, va ser menys afortunat; va desaparèixer en el seu viatge inaugural i la causa de la seva pèrdua encara és desconeguda.
El SM U-53, sota el comandament del K/L Hans Rose, va causar una pitjor impressió. Després de repostar en Newport (Rhode Island), Rose va atacar a vaixells dels Aliats devant de la costa del Canadà i els Estats Units. Encara que això va ser en aigües internacionals i Rose va seguir escrupolosament el dret internacional, l'acció va ser vista com una ofensa als Estats Units, en particular quan els vaixells de guerra estatunidencs es van veure obligats a romandre a un costat mentre que els vaixells mercants que estaven prop d'ells van ser enfonsats.

### Les aigües de l'Àrtic
En la tardor de 1916, els submarins de la flotilla d'Alta Mar van atacar vaixells amb destinació a Rússia. Cinc submarins operaven a la mar de Barentsz entre el Cap Nord i l'entrada de Kola. A més, dos submarins minadors de la classe UE I van sembrar camps de mines a la mar Blanca.
Aquests submarins van enfonsar 34 vaixells (19 d'ells de Noruega) abans que el gel de l'hivern tanqués la zona d'operacions.

### Les aigües de la mar Negra
El maig de 1915 es va establir la Flotilla de Constantinoble, i els seus submarins van operar a la mar Negra. Al maig de 1916, Bulgària es va unir a la campanya, quan el submarí alemany SM UB-8 va ser incorporat en la marina búlgara, amb el nom de Podvodnik.
El SM UB-45 es va perdre al novembre de 1916. El SM UB-46 va ser enfonsat per les mines russes al desembre. A més, segons els informes, el SM UB-7 va ser enfonsat per avions russos a l'octubre.
La desembocadura del Danubi es van mantenir sota control romanès durant tota la guerra pel creuer romanès NMS Elisabeta, amb base a Sulina. El novembre de 1916, el SM UC-15 va ser enviat per a instal·lar 12 mines prop de Sulina i mai va tornar, probablement enfonsat per les seves pròpies mines.

## 1917: La represa de la guerra submarina sense restriccions
El 22 de desembre de 1916, l'almirall von Holtzendorff va compondre un memoràndum que es va convertir en el document fonamental per a la represa d'Alemanya de la guerra submarina sense restriccions en 1917. Holtzendorff va proposar afeblir a la Gran Bretanya enfonsant 600.000 tones de vaixells per mes, basat en un estudi de febrer de 1916 fet pel Dr. Richard Fuss, que havia postulat que si s'enfonsava la marina mercant amb aquesta velocitat, la Gran Bretanya es quedaria sense l'enviament de materials i es veuria obligada a demanar la pau en menys de sis mesos, molt abans que els estatunidencs poguessin actuar. Fins i tot si intervinguessin els «desorganitzats i indisciplinats» americans, Holtzendorff va assegurar al Kaiser: «Dono la meva paraula a la seva Majestat com a oficial, que ni un sol estatunidenc desembarcarà al continent».

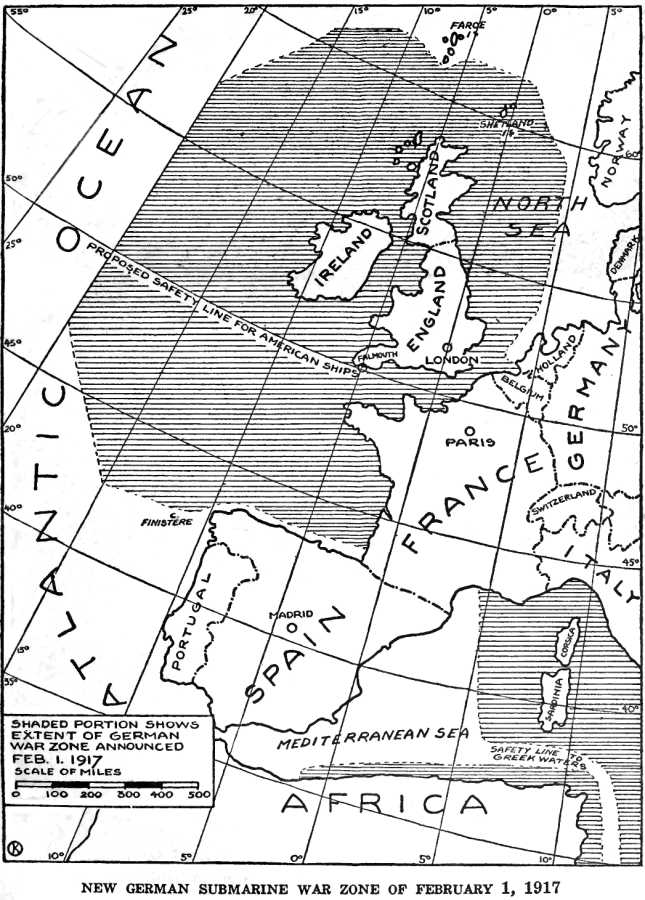
Les àrees ombrejades mostren la zona de guerra submarina sense restriccions anunciada per Alemanya l'1 de febrer de 1917

El 9 de gener de 1917, el Kaiser es va reunir amb el canceller Bethmann-Hollwegels i els seus caps militars al Schloss Pless per discutir les mesures per resoldre la situació de la guerra, cada vegada més ombrívola per Alemanya; la campanya militar a França s'havia estancat, i amb les divisions del Aliats superant en nombre a les alemanyes en una relació de 190 a 150, hi havia una possibilitat real d'una reeixida ofensiva dels Aliats. Mentrestant, la marina alemanya va ser arraconada al seu port de Kiel, i el bloqueig britànic ja havia causat una escassetat d'aliments que al seu torn estava causant morts a causa de la desnutrició. El personal militar va instar al Kaiser d'alliberar la flota de submarins per a viatjar cap a la Gran Bretanya, i Hindenburg va assessorar al Kaiser que «la guerra s'ha de dur a la seva fi per qualsevol mitjà tan aviat com sigui possible». El 31 de gener, el Kaiser va signar la resolució de la guerra submarina sense restriccions, i es va reprendre a partir de l'1 de febrer; Bethmann-Hollweg, que s'havia oposat la decisió, va dir que «Alemanya està acabada».
El 27 de gener, l'Almirall britànic David Beatty va observar que «El veritable punt decisiu rau en el fet que si el nostre bloqueig fica de genolls a l'enemic, o si ell fa el mateix amb nosaltres».
Alemanya tenia 105 submarins llestos per a l'acció l'1 de febrer: 46 de la flotilla d'Alta Mar; 23 de la flotilla de Flandes; 23 de la flotilla de Pula; 10 de la flotilla de Kurland; i 3 de la flotilla de Constantinoble. Els nous submarins construïts van assegurar que, tot i les pèrdues, almenys 120 submarins estarien disponibles per a la resta de 1917. La campanya va ser inicialment un gran èxit, prop de 500.000 tones de vaixells es va enfonsar tant al febrer i març, 860.000 tones a l'abril, al maig les pèrdues van superar les 600.000 tones, i al juny 700.000 tones. Alemanya va perdre només nou submarins en els tres primers mesos de la campanya.
El 3 de febrer, en resposta a la nova campanya submarina, el president Wilson va tallar totes les relacions diplomàtiques amb Alemanya, i el Congrés dels Estats Units va declarar la guerra a Alemanya el 6 d'abril.

### La resposta dels Aliats
La nova política de la guerra submarina sense restriccions va ser inicialment un èxit. El gener de 1917, abans de la campanya, la Gran Bretanya va perdre 49 vaixells; al febrer, després de la seva obertura, 105; i al març, 147. Al març va ser enfonsat un 25% de tot l'enviament amb destinació a Gran Bretanya.

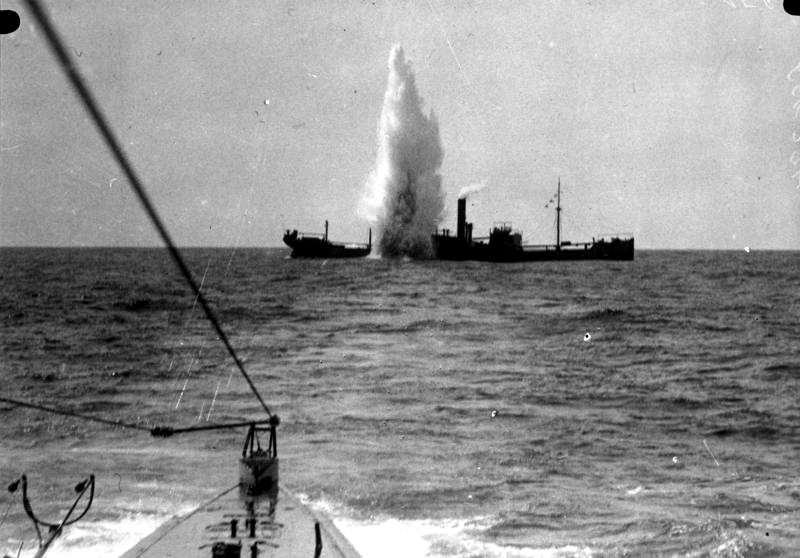
El vaixell mercant britànic SS Maplewood sota l'atac del submarí alemany SM U-35 el 7 d'abril de 1917, a 47 milles nàutiques (87 km) al sud-oest de Sardenya

En un primer moment, l'Almirallat britànic no va poder respondre de manera efectiva a l'ofensiva alemanya. Malgrat l'èxit demostrat dels combois de tropes a principis de la guerra, els combois de canal entre Anglaterra i França, i els combois holandesos, francesos i escandinaus a la mar del Nord, inicialment es va refusar a considerar el comboi o l'escorta com a pràctica habitual. Els combois imposaven greus retards en l'enviament, la idea va ser rebutjada pels comerciants i el capitans navals, i finalment es va descartar de les mesures defensives. No va ser fins al 27 d'abril que l'Almirallat va donar suport al sistema de combois, i el primer comboi va salpar de Gibraltar el 10 de maig.
A l'abril, el Rear Admiral estatunidenc William Sims va arribar a Londres com enllaç naval dels Estats Units. Es va consternar quan l'Almirallat britànic el va informar que Alemanya guanyaria la guerra si els seus submarins continuaven atacant, i es va posar en contacte amb Washington perquè la US Navy enviés destructors a Queenstown (Irlanda), des d'on patrullarien cap a l'oest.
Com que s'havien enfonsat els vaixells mercants que es dirigien cap als països dels Aliats, els vaixells brasilers ho van aprofitar per prendre les rutes que havien quedat abandonades. Això els va conduir a les aigües patrullades pels submarins alemanys que, combinat amb la política de la guerra submarina sense restriccions, van acabar enfonsats ràpidament. Aquest fet va provocar que Brasil declarés la guerra a les Potències Centrals.
Al maig i juny es va establir un sistema regular de combois transatlàntics, i després de juliol les pèrdues mensuals mai van excedir de 500.000 tones, encara que es van mantenir per sobre de 300.000 tones durant la resta de 1917. El sistema de combois va tenir un èxit immediat, i es va introduir rutes que van donar lloc a una caiguda de les pèrdues del transport, obligant als submarins a buscar una presa més fàcil. Els vaixells de guerra que escortaven els combois atacaven als submarins, el que va portar a un augment de submarins destruïts. Les pèrdues de submarins alemanys van pujar entre 5 i 10 cada mes, i aviat els alemanys es van adonar de la necessitat d'augmentar la producció, fins i tot a costa de la construcció de vaixells de guerra de superfície. No obstant això, la producció es va retardar a causa de l'escassetat de mà d'obra i materials.

## 1918: L'últim any de la guerra

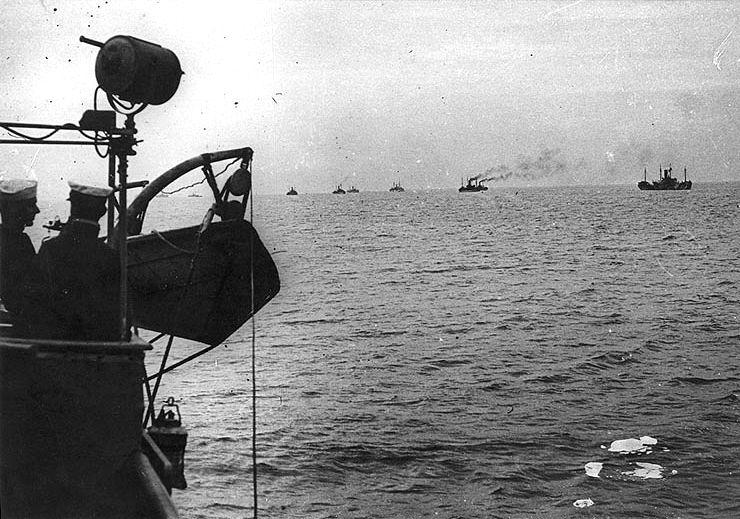
Un comboi transatlàntic de 25 vaixells prop de Brest, França. Fotografia feta l'1 de novembre de 1918 des de lUSS Rambler (SP-211), un iot armat que escortava el comboi

A la fi de 1917, les pèrdues de vaixells del Aliats es va situar en més de 6 milions de tones per al conjunt de l'any. No obstant això, les pèrdues mensuals de vaixells havien caigut al voltant de 300.000 tones per mes, i mai es va elevar als nivells soferts a la primavera de 1917.
Amb l'establiment d'un sistema de combois, les pèrdues navals dels Aliats van caure a nivells no crítics, mentre que les pèrdues de submarins alemanys es van incrementar de manera alarmant; 46 submarins es van perdre en combat des del principi de la guerra fins a finals de 1916, i altres 63 es van perdre durant el 1917.
La resposta lògica al sistema de combois, que concentraven les forces per defensar-se, va ser concentrar de manera similar la força atacant. Els submarins no van tenir èxit en la Primera Guerra Mundial amb el desenvolupament d'aquest tipus de tàctica. Es va fer només una temptativa d'operar en grup per muntar un atac concentrat contra qualsevol comboi que poguessin trobar; al maig de 1918, sis submarins navegaven com un grup, comandat per K/L Claus Rücker a bord del SM U-103. Es van trobar amb diversos combois i van tenir èxit en l'enfonsament de tres naus, però van perdre dos submarins, inclòs el SM U-103, que va ser envestit pel vaixell de transport de tropes RMS Olímpic. Rücker li va resultar gairebé impossible exercir el control de la seva posició en el mar, i la taxa de pèrdues va descoratjat qualsevol experiment addicional.

### Els submarins creuers

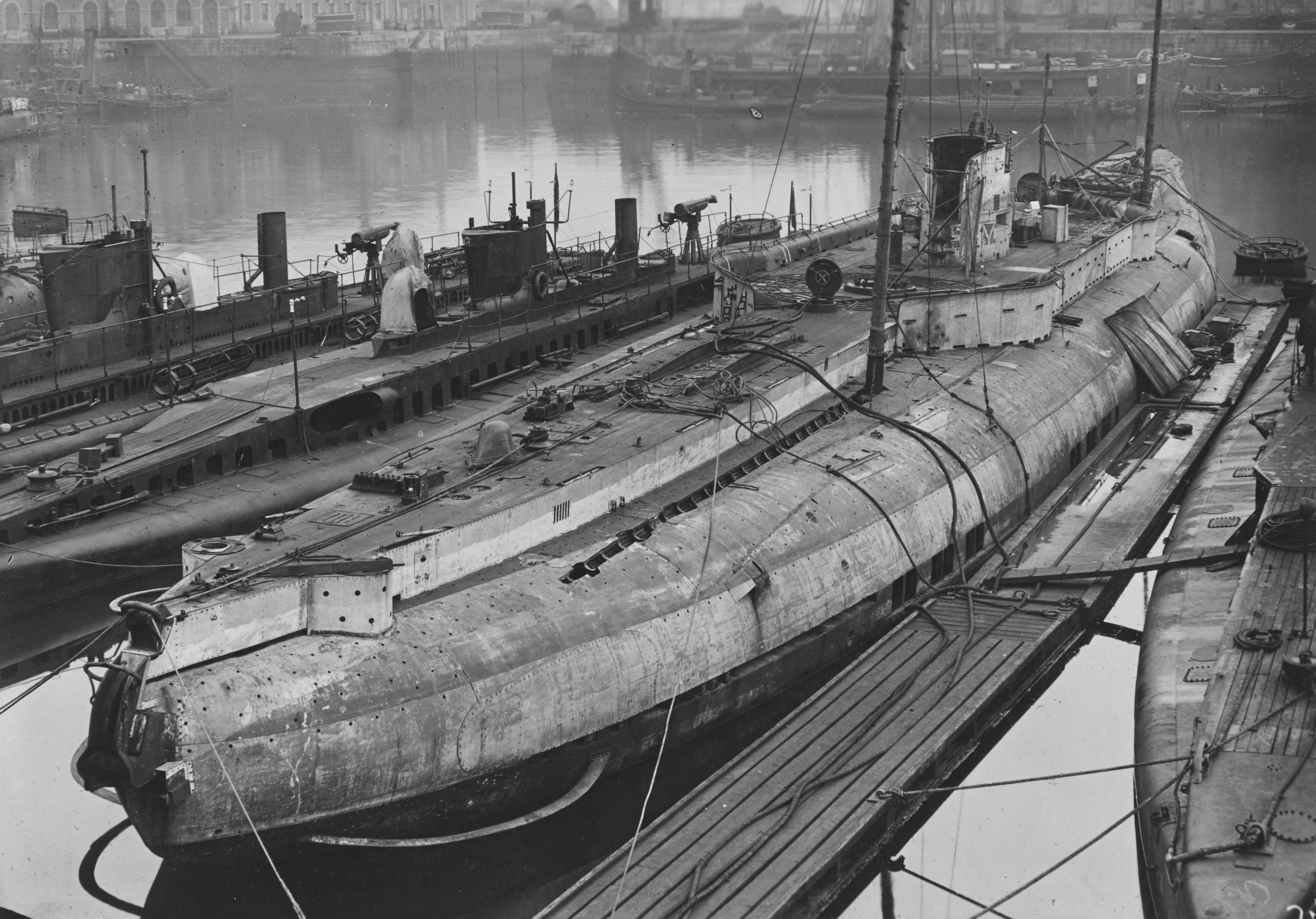
El SM U-151 en mans dels francesos després de la guerra, c. 1920

A la fi de la guerra, l'alt comandament alemany va decidir portar la guerra submarina a la costa dels Estats Units, utilitzant els grans submarins del Tipus U-151 i del Tipus U-139. El Tipus U-151 portava 18 torpedes (24 torpedes el Tipus U-139) i dos canons de 150 mm en la coberta, i tenien un abast d'unes 25.000 milles naútiques (46.300 km).
Es van construir set submarins del Tipus U-151 i tres del Tipus U-139. El submarí SM U-151 (del Tipus U-151) es va dissenyar originalment en 1916 com un gran submarí mercant per a l'enviament de materials cap a llocs on els vaixells de superfície alemanys no podien arribar pel bloqueig dels Aliats, com els Estats Units, i en 1917 es van construir sis submarins més del Tipus U-151 per a servir en la guerra. Els submarins del Tipus U-139 van ser els submarins més grans de la Primera Guerra Mundial.

### La campanya americana
El SM U-151 va partir de Kiel el 14 d'abril de 1918, al comandament del Korvettenkapitän Heinrich von und Nostitz Jänckendorff, amb la missió d'atacar els vaixells estatunidencs. Va arribar a la badia de Chesapeake el 21 de maig, on va sembrar mines prop dels caps de Delaware i va tallar els cables submarins telegràfics que connectaven Nova York amb Nova Escòcia. El 25 de maig, va aturar tres goletes estatunidenques a la costa de Virgínia, va capturar les seves tripulacions, i va enfonsar els tres vaixells. El 2 de juny de 1918, és conegut per alguns historiadors com el «Diumenge Negre»; el SM U-151 va enfonsar sis vaixells estatunidencs i va danyar altres dos a la costa de Nova Jersey en l'espai d'unes poques hores. L'endemà, el vaixell Herbert L. Pratt va xocar contra una mina prèviament establerta pel SM U-151 a la zona, però més tard va ser rescatat. Només 13 persones van morir en els set enfonsaments; les seves morts van ser causades per un bot salvavides bolcat. El submarí va tornar a Kiel el 20 de juliol de 1918, després d'un creuer de 94 dies en què havia cobert una distància de 10.915 milles (17.566 km), va enfonsar 23 vaixells (61.000 tones), i va col·locar mines que van enfonsar altres 4 vaixells.

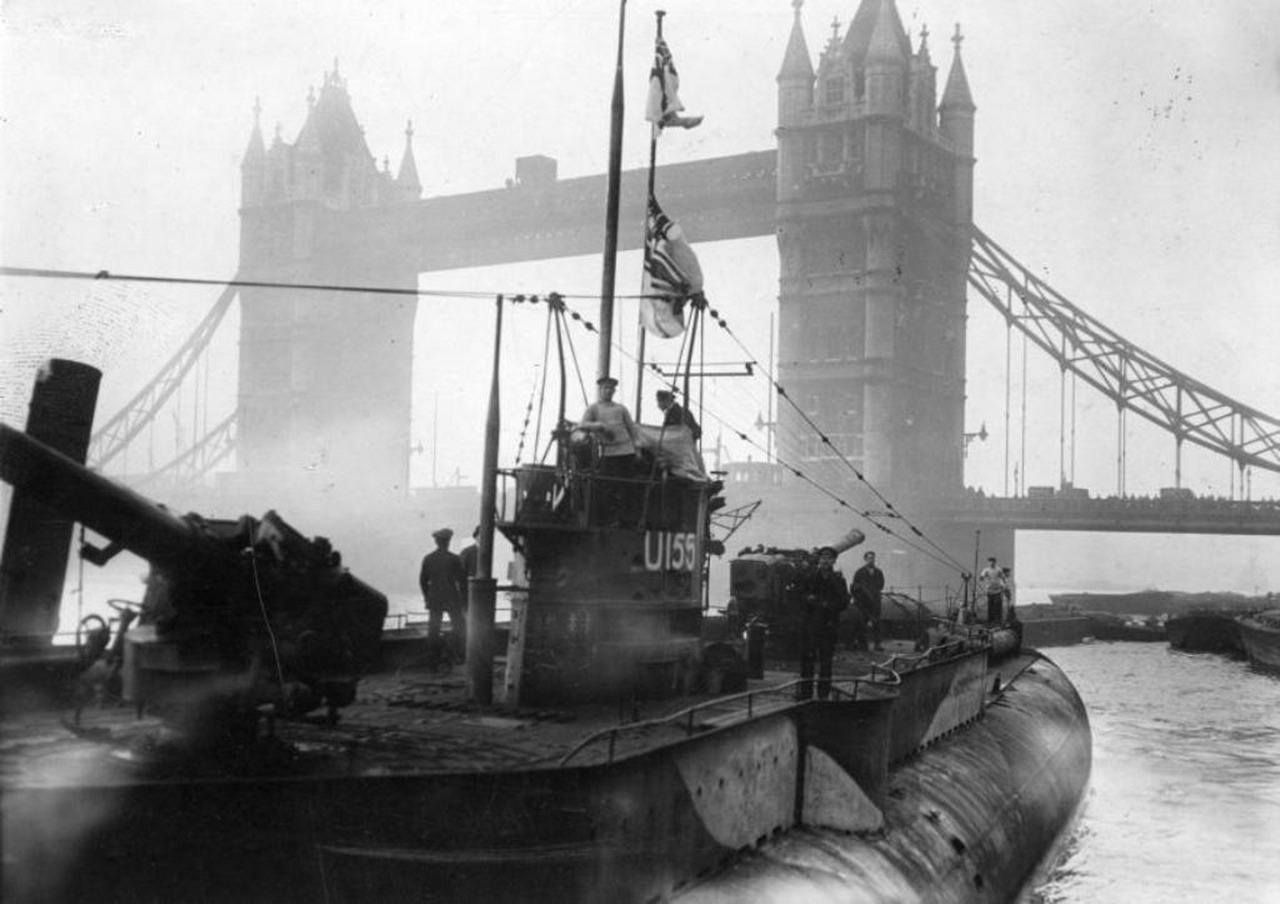
El SM U-155 exhibit en Londres després de la Primera Guerra Mundial

Animats per l'èxit del SM U-151, els submarins SM U-156, SM U-117, i el gran submarí creuer del Tipus 139, el SM U-140, van ser enviats en missions similars, però la Marina dels EUA ja els estava esperant i la caça no va ser tan bona. El SM U-156 es va perdre amb tota la seva tripulació en el viatge de tornada quan va topar contra una mina en Bergen (Noruega) el 25 de setembre de 1918. Un altre trio de submarins de llarg abast, el SM U-155, SM U-152 i el submarí creuer SM U-139 es van dirigir a l'altra banda de l'Atlàntic, al novembre de 1918, quan la guerra va acabar.
Alguns dels submarins creuers també van fer viatges llargs al sud de les Açores i de la costa d'Àfrica, on operaven generalment sense ser molestats davant dels vaixells que operen a la zona, encara que un, el SM U-154, va ser torpedinat pel submarí britànic HMS E35 en la costa de Portugal al maig de 1918.
El juliol de 1918 va ser testimoni de l'atac a Orleans quan un submarí va enfonsar quatre gavarres i un remolcador en la costa de Cap Cod, en la ciutat d'Orleans. El submarí va disparar ineficaçment sobre el municipi per al voltant d'una hora abans fins que van aparèixer dos avions de la Marina estatunidenca. Va ser el primer atac amb artilleria d'una potència estrangera contra territori estatunidenc des de la Guerra Mèxic-Estats Units.

### Les contramesures finals

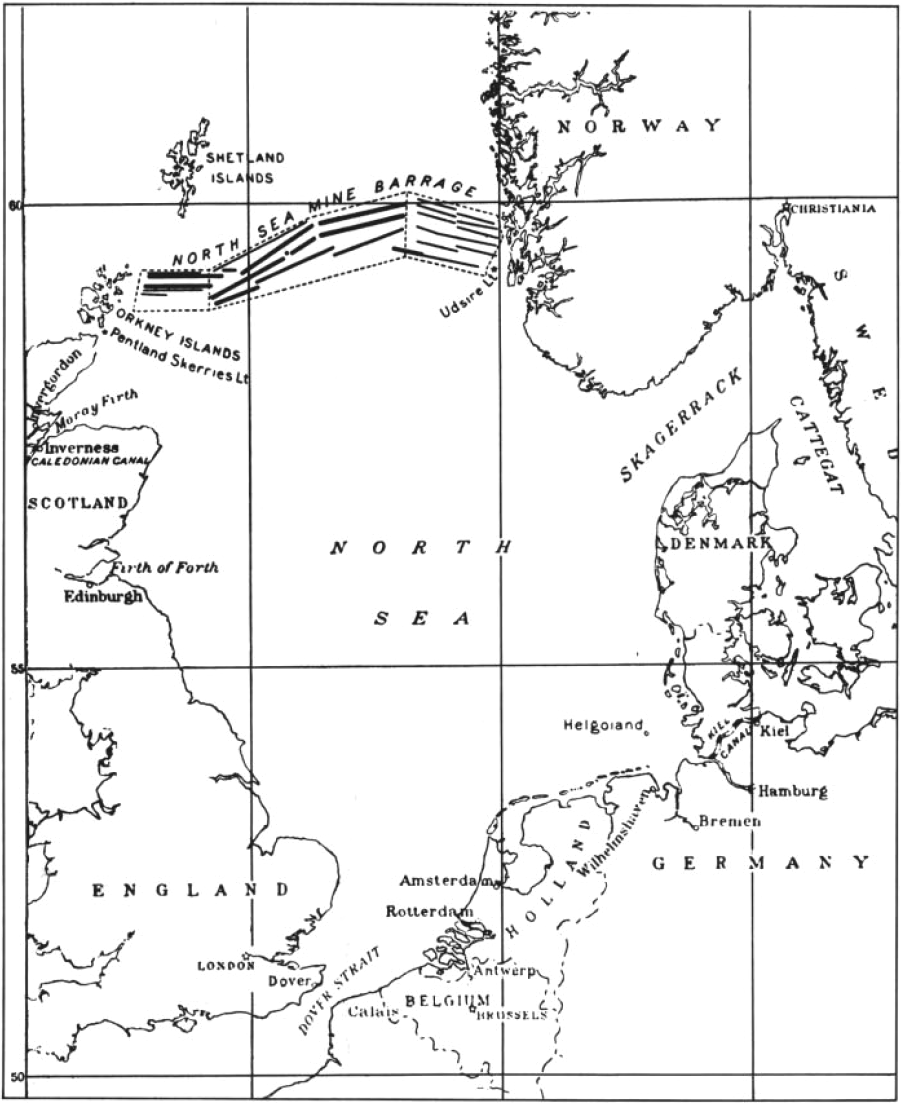
Barrera de mines del mar del Nord (1918)

En 1918, les mesures antisubmarinas dels Aliats van seguir sent cada vegada més eficaces.
L'avió va començar a exercir un paper cada vegada més eficaç en la vigilància ràpida de grans àrees. Mentre que tenien poc efecte atacant (només s'ha confirmat un submarí enfonsat per atac aeri), la presència d'aeronaus obligava al submarí a submergir-se, quedar-se cec i immòbil, o patir el risc que la patrulla aèria el descobrís i avisés als vaixells de guerra per a caçar-lo. Durant 1918, cap comboi escortat per una patrulla aèria va perdre un vaixell, i els submarins es van veure obligats cada vegada més a operar durant la nit o més enllà de l'abast de les aeronaus.
En 1918, l'USN es va embarcar en un pla colossal per crear una barrera a través de les rutes que surtien de la mar del Nord. Durant l'estiu de 1918, es van instal·lar més de 70.000 mines per crear la barrera de mines del mar del Nord. Entre septembre i novembre de 1918, sis submarins es van enfonsar amb aquesta mesura.
La Royal Navy va desenvolupar el submarí de la classe R, dissenyat com un vaixell antisubmarí, amb una alta velocitat sota l'aigua i un sistema de hidròfons sofisticat. Aquest vn arribar massa tard per entrar en acció, quan la guerra ja havia finalitzat, i no van participar en cap combat.
A finals de 1918, les pèrdues dels Aliats van ser de 2.666.942 tones per al conjunt de l'any (una mitjana de 323.000 tones fins al març, amb una disminució a partir de llavors) a un cost de 69 submarins, el pitjor any per als submarins alemanys.

## La US Navy a l'Atlàntic i a la Mediterrània
Durant la Primera Guerra Mundial, els vaixells de guerra de la US Navy van ser desplegats a l'Atlàntic i el Mediterrani, amb l'objectiu principal de la lluita contra els submarins alemanys i d'escortar als combois.
La participació dels Estats Units es va iniciar amb un esdeveniment conegut com el «retorn del Mayflower», quan els sis primers destructors van arribar a Queenstown (Irlanda), al maig de 1917. Malgrat el seu llarg viatge, quan se'ls va preguntar si estarien disposats a anar a la patrulla, el comandant de l'esquadró va respondre «Estem preparats!».
Essencialment, tots els destructors estatunidencs disponibles i gran part de la força de submarins van ser desplegats entre 1917 i 1918 en les bases de Queenstown, Badia de Bantry, les Açores, i en altres llocs. Molts contactes i atacs es van fer a l'Atlàntic i a la Mediterrània, encara que només dos submarins van ser enfonsats o desapareguts per l'acció dels estatunidencs. Un creuer auxiliar estatunidenc va danyar greument un submarí durant l'acció de 4 d'abril de 1918. Com a resultat, els alemanys van navegar directament cap a Espanya, on van enfonsar el seu submarí.
Els caçadors de submarins nord-americans també van participar en un combat contra les forces austrohongareses durant la guerra, en la segona batalla de Durrës. Malgrat que inicialment hi van participar en un esforç de lluita contra els submarins, els americans van destruir les bateries costaneres enemigues, van traçar un camí a través d'un camp de mines i van ajudar a enfonsar dos destructors austrohongaresos a la base naval de Durrës a Albània. Va ser la batalla naval més gran en la què va participar els Estats Units durant la Primera Guerra Mundial.

## La participació japonesa
A partir d'abril de 1917, el Japó, un aliat del Regne Unit, va enviar un total de 14 destructors a la Mediterrànea amb creuers insígnia, que es van basar en Malta, i van tenir un paper important en l'escorta dels combois per protegir-los contra els submarins enemics. Els vaixells japonesos van ser molt eficaços en les patrulles i activitats antisubmarines.
No obstant això, dels 9 submarins de la marina austrohongaresa perduts per l'acció de l'enemic, 5 van ser enfonsats per les unitats de la marina italiana (U-13, U-10,U-16, U-20 i U-23), 1 per unitats italianes i franceses en una acció conjunta (U-30), 1 per unitats de la Royal Navy (U-3), mentre que cap va ser enfonsat per la marina japonesa, que va perdre un destructor (el destructor japonès Sakaki, torpedinat per l'U-27).

## La participació brasilera

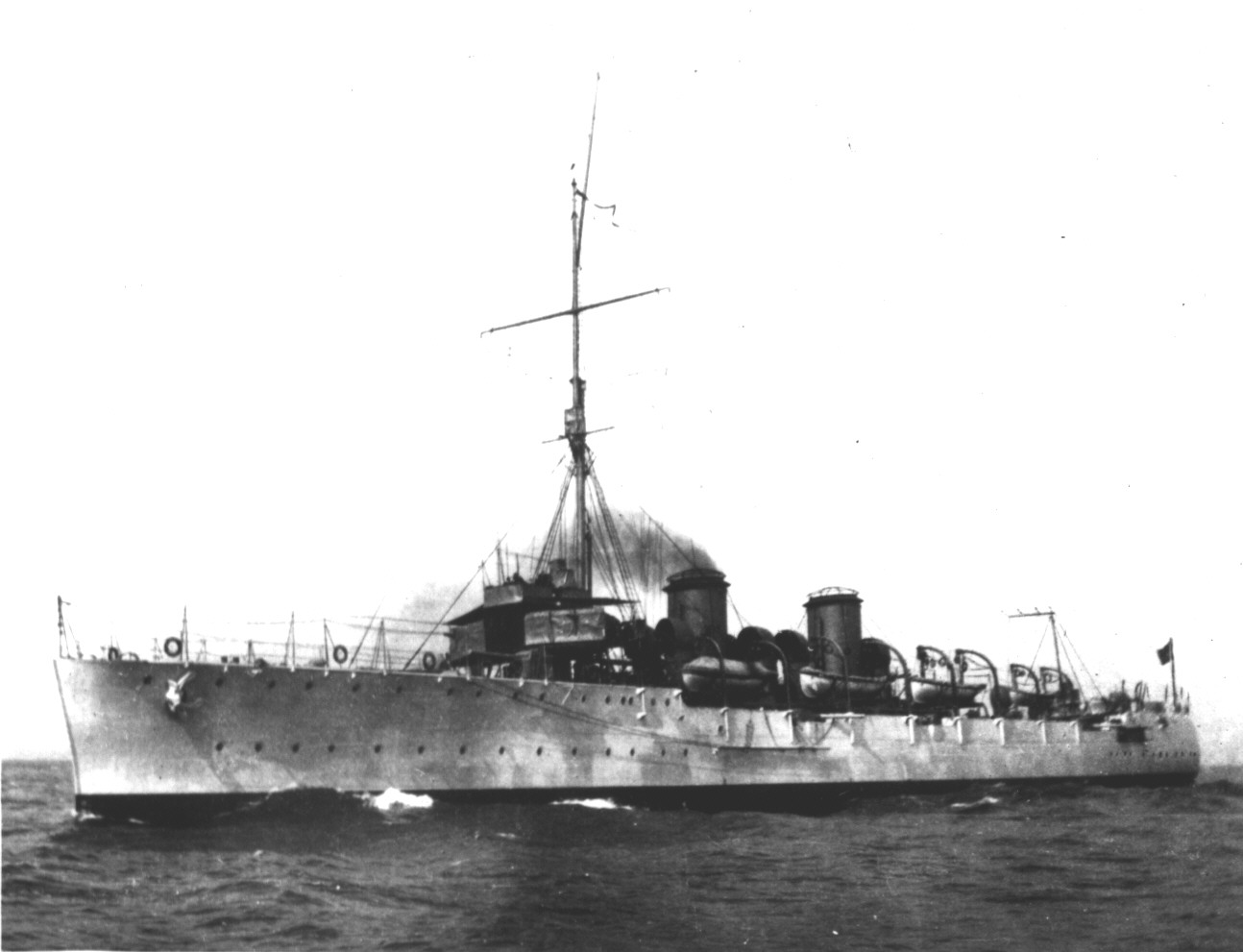
Creuer brasiler Bahia

El 21 de desembre de 1917, el govern britànic va demanar que una força naval brasilera de creuers lleugers es col·loqués sota el comandament de la Royal Navy, i una esquadra compresa pels creuers Rio Grande do Sul i Bahia, els destructors Paraíba, Rio Grande do Norte, Piauí i Santa Catarina, amb el suport del creuer auxiliar Belmonte i el remolcador d'alta mar Laurindo Pitta, van ser designats en la Divisão Naval em Operações de Guerra (DNOG, «Divisió Naval en Operacions de Guerra»).
La DNOG va salpar el 31 de juliol de 1918 de Fernando de Noronha i es va dirigir cap a Sierra Leone, arribant a Freetown el 9 d'agost, i el 23 d'agost va salpar cap a la seva nova base d'operacions en Dakar. A la nit del 25 d'agost, la Divisió va creure que estava sent atacat per un submarí quan el creuer auxiliar Belmonte va albirar una pista d'un torpede. Es van llançar càrregues de profunditat contra el presumpte submarí i Rio Grande do Norte va informar el seu enfonsament, però l'enfonsament d'aquest submarí mai va ser confirmat.
La DNOG va patrullar el triangle Dakar-Cap Verd-Gibraltar, que era sospitós de ser utilitzat pels submarins que esperaven els combois, fins al 3 de novembre de 1918, quan va salpar per a dirigir-se cap a Gibraltar per començar les operacions a la Mediterrània, amb l'excepció de Rio Grande do Sul, Rio Grande do Norte i Belmonte. La Divisió va arribar a Gibraltar el 10 de novembre; mentre passava a través de l'estret de Gibraltar, va confondre 3 caçadors de submarins de la US Navy amb submarins alemanys, però no es va causar cap dany.

## Conseqüències
Al 1918, les pèrdues de submarins havien arribat a nivells inacceptables, i la moral de les seves tripulacions s'havia deteriorat dràsticament; per la tardor es va fer evident que les Potències Centrals no podia guanyar la guerra.
Els Aliats van insistir que una condició prèvia essencial de qualsevol armistici havia de ser que Alemanya aturés tots els seus submarins, i el 24 d'octubre de 1918 es va ordenar a tots els submarins alemanys de cessar les operacions ofensives i tornar als seus ports d'origen. Els Aliats van estipular que tots els submarins en condicions de navegar s'havien de lliurar a ells, i els que estaven a les drassanes s'havien de desballestar.
L'últim paper important exercit pels submarins alemanys en la Primera Guerra Mundial va ser la supressió del motí naval alemanya de Wilhelmshaven en aquest mateix mes, quan estaven a punt per «fer foc sense previ avís contra qualsevol vaixell amb bandera vermella».

## Resum

### Tonatge de vaixells dels Aliats i neutrals enfonsats pels U-Boot durant la Primera Guerra Mundial
| Mes       | 1914    | 1915      | 1916      | 1917      | 1918      |
| --------- | ------- | --------- | --------- | --------- | --------- |
| Gener     |         | 47.981    | 81.259    | 368.521   | 306.658   |
| Febrer    |         | 59.921    | 117.547   | 540.006   | 318.957   |
| Març      |         | 80.775    | 167.097   | 593.841   | 342.597   |
| Abril     |         | 55.725    | 191.667   | 881.027   | 278.719   |
| Maig      |         | 120.058   | 129.175   | 596.629   | 295.520   |
| Juny      |         | 131.428   | 108.851   | 687.507   | 255.587   |
| Juliol    |         | 109.640   | 118.215   | 557.988   | 260.967   |
| Agost     | 62.767  | 185.866   | 162.744   | 511.730   | 283.815   |
| Septembre | 98.378  | 151.884   | 230.460   | 351.748   | 187.881   |
| Octubre   | 87.917  | 88.534    | 353.660   | 458.558   | 118.559   |
| Novembre  | 19.413  | 153.043   | 311.508   | 289.212   | 17.682    |
| Desembre  | 44.197  | 123.141   | 355.139   | 399.212   |           |
| Total     | 312.672 | 1.307.996 | 2.327.326 | 6.235.878 | 2.666.942 |

- SUMA TOTAL (1914-1918): 12.850.815 tones

La guerra submarina a ultrança es va reprendre al febrer de 1917, i els britànics van començar a navegar en comboi a gran escala al setembre de 1917. Les majors pèrdues es van patir a l'abril de 1917, quan un rècord de 881.027 tones van ser enfonsades pels submarins.
Els britànics van perdre 150.000 tones el gener de 1917 i 300.000 tones al febrer; La pèrdua de vaixells de la resta de països dels Aliats i neutrals va augmentar en una proporció similar. A l'abril, els britànics van perdre 525.000 tones, 270.000 tones a l'octubre i 170.000 tones al desembre. Aquests totals estan inclosos en les xifres de la taula anterior.
Durant la Primera Guerra Mundial, els submarins van enfonsar gairebé 5.000 vaixells, amb la pèrdua de 15.000 mariners Aliats.
Sir Joseph Maclay va aprovar quatre dissenys estàndard de vaixell mercant i va realitzar comandes de vaixells amb una capacitat total de més de 1.000.000 de tones (Gran Bretanya va fabricar vaixells amb una capacitat total de 495.000 tones durant la primera meitat de 1917, però 850.000 tones van ser enfonsades només en el primer trimestre; al 1918, es van fabricar vaixells amb una capacitat total de 3.000.000 tones).

### Força submarina alemanya (1914–1918)
|                     | 1914 | 1915 | 1916 | 1917 | 1918  |
| ------------------- | ---- | ---- | ---- | ---- | ----- |
| En servei           | 24   | 29   | 54   | 133  | 142   |
| Construït           | 10   | 52   | 108  | 87   | 70    |
| Perdut en combat    | 5    | 19   | 22   | 63   | 69    |
| Altres pèrdues      |      | 8    | 7    | 15   | 9 (?) |
| Al finalitzar l'any | 29   | 54   | 133  | 142  | 134   |

- Total de submarins operatius: 351
- Total de submarins enfonsats en combat: 178 (50%)
- Altres pèrdues: 39 (11%)
- Submarins completats després de l'Armistici: 45
- Submarins que es va rendir als Aliats: 179
- Homes perduts en els submarins: 5.000 morts